# Бюро экономической безопасности
Бюро экономической безопасности (БЭБ) (укр. Бюро економічної безпеки) — правоохранительный орган, который расследует уголовные нарушения в экономике. Его деятельность координирует Кабинет министров Украины.
Создание новой службы при Министерстве финансов для замены Налоговой милиции, экономических подразделений Службы безопасности Украины и Национальной полиции Украины, и консолидации всех полномочий по борьбе с финансовыми преступлениями против государства в одном агентстве, избегая при этом дублирования функций, является приоритетной требованием Международного валютного фонда.
Закон о Бюро экономической безопасности принятый Верховной радой 28 января 2021 года.

## История создания и задачи
28 января 2021 года Верховная рада приняла Закон о Бюро экономической безопасности (законопроект № 3087-д) с численностью персонала 4000 человек. Закон подписан Президентом Владимиром Зеленским 22 марта.
В соответствии с возложенными задачами БЭБ выполняет правоохранительную, аналитическую, экономическую, информационную и другие функции. Деятельность Бюро направляется и координируется Кабинетом министров Украины.
Основными задачами Бюро экономической безопасности Украины являются:
- выявления зон рисков в сфере экономики путём анализа структурированных и неструктурированных данных;
- оценки рисков и угроз экономической безопасности государства, наработки способов их минимизации и устранения;
- обеспечение экономической безопасности государства путём предупреждения, выявления, пресечения, расследования уголовных правонарушений, посягающих на функционирование экономики государства;
- сбор и анализ информации о правонарушениях, влияющие на экономическую безопасность государства, и определение способов предотвращения их возникновения в будущем;
- планирование мероприятий в сфере противодействия уголовным преступлениям;
- выявления и расследование преступлений, связанных с получением и использованием международной технической помощи и другое.

Бюро наделено полномочиями осуществлять оперативно-розыскную деятельность и предварительное расследование в рамках предусмотренной законом подследственности.

## Руководство БЭБ
- Мельник, Вадим Иванович (20 августа 2021 – 11 апреля 2023)[3][4]
- Фёдоров, Эдуард Владимирович (11 апреля – 14 августа 2023)[5], (и. о.)
- Пащук, Андрей Викторович (16 августа 2023 – 9 апреля 2024)[5], (и. о.)
- Перхун, Сергей Александрович (9 апреля 2024[6] – 6 августа 2025), (и. о.)
- Цивинский, Александр Игоревич (с 6 августа 2025)[7]

Директора назначает Кабинет министров Украины по представлению премьер-министра по результатам открытого конкурса. Срок пребывания в должности — 5 лет. Не более двух сроков подряд.
Кандидатуру директора отбирает конкурсная комиссия. В неё входят:
- три человека от Совета национальной безопасности и обороны
- три человека от Верховной рады
- три человека от Кабинета министров

## Контроль за деятельностью
Бюро через средства массовой информации, на своем официальном сайте и любыми иными способами, регулярно информирует общество о своей деятельности.
Образуется Совет общественного контроля в составе 15 человек, которая формируется на основе открытого конкурса путём рейтингового интернет-голосования граждан Украины.
Директор Бюро ежегодно, не позднее 1 марта, отчитывается перед Верховной Радой Украины, Кабинетом министров Украины о деятельности Бюро экономической безопасности Украины за предыдущий календарный год.
За неисполнение или ненадлежащее исполнение своих обязанностей работники Бюро несут уголовную, административную, гражданско-правовую, материальную и дисциплинарную ответственность в соответствии с законом.